# Transzneműség

A transznemű büszkeség zászlaja

A transzneműség szimbóluma

A transzneműség a születéskor kijelölt társadalmi nemtől (gender) és/vagy biológiai nemtől (szexus) eltérő önazonosítás vagy kifejezés. A ciszneműség ellentéte. Rövidített formája a melléknévként alkalmazott „transz” szó, amely latinul átmenetet jelent.
Ernyőfogalomként magában foglal minden olyan társadalmi csoportot akik áthágják vagy kitolják a tradicionális nemi szerepek és nemi önkifejezésmódok határait. Gyűjtőnévként az olyan identitásokat is, amelyek kívül esnek a transz nő és transz férfi merev felosztásán, közöttük vagy azon kívül helyezik el magukat, továbbá olyan emberek is idetartoznak, akik valamilyen szempontból nem kizárólag nőiesek vagy férfiasak, valamint azok is akik harmadik nemmel azonosulnak vagy a transzneműségüket harmadik nemként értelmezik, illetve más, nem nyugati kultúrák nembináris nemi identitásai, mint például a Māhū, Fa’afafine, Hijra vagy az albán Fogadott Szüzek. A transzneműség az interszexualitás fogalmát is lefedheti, főleg közös jogi érdekre utalva, ám ez a szóhasználat vitatott, mivel az "interszex" fogalom szociális azonosságtól függetlenül vonatkozik testi állapotokra, azaz nem feltétlen a kettő közti kapcsolat.
A transzneműség független a szexuális irányultságtól. Azonban a homoszexualitáshoz hasonlóan az orvostudomány sokáig mentális zavarként tartotta számon, illetve patologizálták és gyógymódot próbáltak rá keresni. Akárcsak a homoszexualitás, a transzneműség is kikerült idővel minden mérvadó orvosszakmai kiadvány mentális zavar gyűjteményéből. Az Egészségügyi Világszervezet (WHO) legújabb BNO-11 (Betegségek nemzetközi osztályozása) listájában a transzneműség mint „nemi inkongruencia” van jelen a szexuális egészség témakörben. A WHO azzal indokolta döntését, hogy továbbra is BNO kódot kapjon egy a transzneműséghez köthető kondíció, hogy így könnyebben lesz a transznemű emberek számára elérhető a nemi identitást megerősítő orvosi segítség, például a hormonterápia. Néhány ország, például Dánia olyan speciális kódot ad a saját BNO rendszerükben a transzneműségnek, mint például a terhesség, ami nem tartozik semmilyen betegség kategória alá, azonban mégis orvosi segítséget igényelhet. A transzaktivizmus célja végső soron a dániai példához hasonló teljes depatologizáció, hiszen csak így érhető el a transznemű emberek teljes önrendelkezése saját nemükről.
Élete során sok transz ember tapasztal nemi diszfóriát, amelynek mértéke egyénenként különböző. A nemi diszfória származhat a transznemű ember saját teste miatt érzett díszkomfortból, de lehet szociális eredetű is, ha a transz ember a nemi identitásától klasszikusan a társadalom által elvárttól eltérő nemi szerepbe kényszerül. A nemi diszfória ellentéte a nemi eufória, ami a transznemű emberek valós (nem a születéskor meghatározott) nemi identitásához kapcsolódó pozitív érzéseket jelenti. A pozitívabb konnotáció, a kevésbé fajsúlyos binaritás és a nemi diszfória sokszor megkísérelt orvosi definiálása miatt a nemi eufória egyre inkább előtérbe kerül a transzneműség meghatározásában és a transz aktivizmusban egyaránt.
A fejlett nyugati országok progresszív emberi jogi környezetében – különböző kritériumokkal tarkítva – lehetséges a nem jogi elismerésének, azaz a transz emberek születésükkor megadott nevének és nemének hivatalos megváltoztatása. Az Emberi Jogok Európai bírósága 2001-ben mondta ki a Christine Goodwin kontra United Kingdom per ítéletében, hogy a transzneműek nemváltoztatása az Emberi Jogok Egyetemes Nyilatkozatából levezethető alapvető emberi jog, mely nem tagadható meg, továbbá azt is kimondta, hogy az államnak biztosítania kell minden állami szintű azonosító (például személyi szám, TAJ szám) cseréjét. Bizonyos államokban harmadik nemű besorolás is választható. (Magyarországon 2018 óta akadályozza az illetékes kormányhivatal a nem megváltoztatására irányuló kérelmek jóváhagyását.)
Elsősorban a bináris transz emberek körében gyakori az egészségügyi ellátórendszer szolgáltatásainak igénybevétele, főként hormonterápia és sebészeti ellátások formájában. Céljuk a sajátjuknak tekintett nemi identitással azonos és hiteles testkomfort elérése.
Nem minden transz ember folyamodik a medikális tranzicióhoz és nem mindenkinek jut rá lehetősége gazdasági vagy egészségügyi okokból kifolyólag, ezért fontos, hogy ne kössük a transznemű ernyő alá tartozást orvosi definíciókhoz, illetve orvosi beavatkozásokhoz.
A transz emberek felé irányuló társadalmi idegenkedést, elhatárolódást és következményeként a strukturális elnyomást transzfóbiának, a transz emberek önazonosságának elvitatását, megkérdőjelezését pedig ciszszexizmusnak nevezzük.
Ennek eredményeként rengetegen szembesülnek munkahelyi diszkriminációval, magas a munkanélküliségi ráta. Az iskolai hátrányos megkülönböztetés, kiközösítés, bullying sem ritka. Ezen kívül egyéb rendszerszintű szociális problémák is akadályozhatják a transzok boldogulását. Többek között lakhatási szegénység, otthontalanná válás kockázata és az egészségügyi ellátás során is merülhetnek fel kellemetlenségek. (Az orvosok, ápolók nagy része tart a felelősségtől vagy fél tőlük.)
A párkapcsolati ismerkedési nehézségek mellett a családon belül is változó mértékű a transzfóbia. Ez akár kitagadásban, valamint az elfogadás és támogatás hiányában nyilvánul meg. Magas az öngyilkossági kísérletek számának aránya, de több tanulmány is kimutatta, hogy ha a transz emberek megfelelő szociális támogatásban, illetve szükség esetén orvosi segítségben részesülnek az átmenetben, akkor a depresszió és szorongás mértéke a cisznemű kortársaik szintjére, vagy annak közelébe süllyed.
Sok országban hiányzik a szociális és jogi védelem. A transz embereket sújtó szexuális, gazdasági és fizikai erőszak, valamint a gyilkosságok kockázata a strukturális kirekesztésükkel arányosan növekszik. Alsóbb társadalmi osztályokban és különösen a szegényebb, periferiális országokban egyéb lehetőség híján sokszor a prostitúcióból / szexmunkából kénytelenek megélni, amely növeli körükben a kiszolgáltatottságot és a sebezhetőséget.
A nyugati típusú társadalmak transz aktivizmusában és közösségeiben manapság egyre kevésbé használják a Harry Benjamin endokrinológus-szexológus 1966-ból származó transzszexuális kifejezését annak merevsége és medikalizáló jellege miatt. Akadnak olyan transznemű emberek (főleg régebben), akik transzszexuálisként azonosítják magukat. Előfordul, hogy a bináris nemi átmenetük befejezését követően már nem tekintik magukat többé transzneműnek vagy transzszexuálisnak.
A médiában „divatként” hangoztatott állításokkal ellentétben a transzneműség mindig is létezett, jelen volt az adott korok társadalmaiban. A civil mozgalmak aktivizmusának eredményeként elfogadóbbá váló társadalmakban ma már többen bújnak elő nagyobb nyilvánosság előtt, a láthatóság növekedése hozzájárul az elfogadottság pozitív változásához. A szexuális irányultság és a nemi identitás minden emberben összetett folyamatok révén, magától, természetes módon alakul ki. Kívülről nem befolyásolható és nem változtatható meg. Nem döntés vagy választás kérdése. Szilágyi Vilmos a szexuálpszichológia egyik hazai meghonosítója már 1977-ben kutatta és a társadalomra nézve ártalmatlannak tekintette.
Az Egészségügyi Világszervezet (WHO) 1975-ben vette fel a transzszexualitást a Betegségek nemzetközi osztályozásának (BNO) listájára.
Az Amerikai Pszichológiai Társaság (APA) 1980-ban vette fel a transzszexualitást a Mentális zavarok diagnosztikai és statisztikai kézikönyvének (DSM) III. kiadásába. Az Amerikai Pszichológiai Társaság a transzneműség diagnózisának patológizációját a nemi diszfóriára átnevezéssel 2013-ban, a DSM V. kiadásában enyhítette. 2018-ban az Egészségügyi Világszervezet hivatalosan is megjelentette a BNO 11. változatát, amely törli a mentális rendellenességek közül a transzszexualizmust és a transzvesztitizmust. A WHO 2019-ben szavazta meg és várhatóan 2022-ben lép életbe. Magyarországon az 1996 óta érvényes BNO 10-ben jelenleg benne van a transzszexualitást jelölő F64.0

## Nem bináris (NB) vagy 'Genderqueer (GQ)
Nem-bináris neműek azok az emberek, akik nem (illetve nem kizárólag) nőként vagy férfiként azonosítják önmagukat. A "nem-bináris" egy gyűjtőfogalom, ami alá sok különböző nemi identitás tartozik. A nem-bináris nemű emberek érezhetik úgy, hogy a nemük csak részben női és/vagy férfi, a kettő között van, egyszerre mindkettő,három vagy több, a bináristól teljesen különálló.
A genderqueer fogalma a gender (társadalmi nem) és queer (a szó jelentése eredetileg furcsa, különös, szokatlan) összetétele, a társadalmi nemek tudományának egyik alterületéből, a queerelméletből vált ismertté, a nem-bináris nemi identitáshoz kapcsolódik. A genderqueer egy régebbi fogalom, megelőzte a nem-bináris elterjedését és bár jelentésükben és a hozzájuk kapcsolódó értelmezésekben nagyon hasonlóak, nem teljesen ugyanazok. Ezért van az, hogy régebbi forrásokban  inkább a genderqueer fogalommal találkozhatunk.
- Genderfluid (Crossgender): olyan emberek, akiknek a neme nem állandó, hanem az idő folyamán változik.
- Semleges neműek (Neutrois): olyan emberek, akik egyik nemhez sem tartozónak, semleges neműnek határozzák meg magukat.
- Nemtelenek (Agender): olyan emberek, akik nem határoznak meg nemet maguknak, nincs nemük.
- Omnigender: akinek egyszerre több mint egy gendere van.
- Bigender: kétnemű
- Trigender: háromnemű
- Poligender: akinek háromnál több gendere van.
- Pángender: olyan személy, akinek a gendere minden genderidentitást magában foglal.
- Intergender: az akinek a nemi identitása a férfi és a nő között helyezkedik el.
- Demigender: aki csak részben azonosítja magát egy adott genderrel. A „demi” sokszor előtagként szerepel más gender identitások elé illesztve.

## Társadalmi nemmel (gender) és biológiai nemmel (szexus) kapcsolatos fogalmak

### Gender diszfória
Az egyén saját szexusához és genderéhez kapcsolódó negatív érzéseket jelenti. A diszfória leggyakoribb oka a testi különbségekre és/vagy társadalmi hozzáállásra vezethető vissza. Azok az emberek, akik diszfóriát tapasztalnak, idegenkedést vagy undort éreznek nemi jelleget közvetítő testrészeik és testi jellemzőik iránt, idegenkedést és/vagy szomorúságot, dühöt, undort éreznek, ha a születéskor rájuk osztott szexus szerint viszonyulnak hozzájuk az emberek, annak megfelelő megszólításokat használnak rájuk (pl. kisfiam, asszonyom), illetve a születési nevükön hívják őket. A diszfória erőssége egyénenként eltérő.

### Tranzíció vagy átmenet
A tranzíció (angolul transition), mint ahogyan a nevében is benne van, a két nem közti átmenet folyamata (változások összefüggő sora, amely jogi, szociális, medikális stb. aspektusút egyaránt jelent), hogy a transznemű egyén szexusa és a társadalmi neme illeszkedjen az identitásának megfelelően. Az átmenet sok mindent magába foglal, például: a nemi kifejezés megváltoztatását, a hivatalos név és nem megváltoztatását az anyakönyvi kivonaton és egyéb más személyes okmányon, iraton, bizonyítványokon, hormonkezelést, illetve különböző, főként nemi megerősítő jellegű műtéteket. Az, hogy egy ember ezen lépések közül melyiket tudja vagy kívánja megvalósítani, egyénileg különböző, nagyban függ a személyes körülményektől is, azonban folyamatosan törekedni próbál rájuk.

### Transzmaszkulin
Általában olyan transz emberek leírására használják, akik úgy érzik, hogy teljesen idegenek a női identitástól, és akik, ha nem is azonosítanak önmagukat férfiként, a „bináris spektrum” férfi végét közelebb érzik magukhoz identitás vagy gender kifejezés szempontjából.
Néha gyűjtőszóként használják, amely magába foglal transz férfiakat és maszkulin identitású vagy gender kifejezésű nem-bináris embereket.

### Transzfeminin
Általában olyan transz emberek leírására használják, akik úgy érzik, hogy teljesen idegenek a férfi identitástól, és akik, ha nem is azonosítanak önmagukat nőként, a „bináris spektrum” női végét közelebb érzik magukhoz identitás vagy gender kifejezés szempontjából.
Néha gyűjtőszóként használják, amely magába foglal transz nőket és feminin identitású vagy gender kifejezésű nem-bináris embereket.

### Transzvesztita
Olyan – általában cisznemű – identitású emberek, aki időnként külsőre ellenkező nemű stílust vesznek fel. Törekednek,hogy átváltozásuk csak ideiglenes legyen és kedvük szerint tudják szabályozni a két nem közti átváltozásaik gyakoriságát, időtartamát, ami legtöbbször maximum néhány óránál nem tart tovább, ennek keretein belül azonban igyekeznek leghitelesebben leutánozni az ellenkező nemre jellemző szerep attitűdöket. A transzvesztita emberek lehetnek bármilyen orientációjúak, és a közhiedelemmel ellentétben nem okvetlenül erotikus célból vagy autoginefília miatt (férfinak önmagát nőként elképzelt önmagához való vonzódása) veszik fel a születéskor anyakönyvezett társadalmi nemükkel ellentétes stílusjegyeket, hanem hobbi vagy show- vagy egyéb gazdasági, üzleti célból, esetleg valamilyen pszichés rendellenesség hatására (pl.: disszociatív személyiség). A szó angol nyelvű megfelelője, a transvestite.

### Crossdresser
Keresztöltöző viselkedési formát követő cisznemű személyek. Amikor férfiak vagy nők az ellenkező neműekre jellemző külső megjelenést vesznek fel, ami a közhiedelemmel ellentétben kizárólag csak az állandó vagy alkalmankénti ruhaviseletre korlátozódik többnyire. (Pl. nők nem feltétlen vágatják férfiasan rövidre a hajukat, mikor férfiruhát vesznek fel, ugyanúgy sminkelnek esetleg, hordanak műkörmöt... Férfiak sem feltétlen sminkelik ki magukat, vesznek fel parókát vagy tesznek fel műkörmöt, póthajat... Ezért sem tévesztendő össze a transzvesztitizmussal.)

### Drag
Eltúlzott, színpadias, előadó-művészeti cisznemű kifejezés. Ugyan legtöbbször a magukétól eltérő genderűként előadó művészekre utal, bármilyen nemű és orientációjú ember előadhat bármilyen nemű drag-et. A drag célja, hogy a művész egy adott genderhez tartozó sztereotip megjelenést és viselkedést vegyen fel szórakoztatási céllal, gyakran humorosan előadva. A köznyelvben a nőként előadó férfiakat pucckirálynőnek (angolul drag queen), a férfiként előadó nőket férfiimitátornak (angolul drag king) hívják.
Hasonlóképpen, mint sok évvel ezelőtt az ókori ciszgender színészek (Ókori görög színház) viszont ők csak férfiak voltak, mivel köztük nem lehettek nők.
Társadalmi nemük, szexusuk, nemi identitásuk, jogilag elismert nemük általában nem tér el egymástól, így nem önmagukat szándékoznak eltérően kifejezni, hanem csak előadnak egy színpadi művet, darabot a közönség számára. Sokukat jó érzés tölti el, mikor egy "álarc" mögé bújtathatják saját énjüket, s olyankor úgy érzik, gondolják: más személy bőrébe bújnak, mialatt bármit megtehetnének akár gátlások és/vagy határok nélkül, amiket egyéb körülmények közt egyáltalán nem vagy csak részben lennének képesek és/vagy mernének megtenni. A hazai közbeszédben transzvesztita előadóművészként is szokták őket nevezni.

## LMBT közösség
A nemi identitás, nem azonos a szexuális irányultsággal. A transzneműség a szexuális irányultságtól független: a transznemű emberek szexuális irányultsága ugyanolyan sokféle mint a nem transznemű embereké, lehet heteroszexuális, homoszexuális (meleg vagy leszbikus), biszexuális, pánszexuális, poliszexuális és aszexuális egyaránt.
A széles körben elterjedt LMBT elnevezés (leszbikusok, melegek, biszexuálisok és transzneműek) kifejezi mind a nemi identitás és a szexuális irányultság sokféleségét így felöleli mind a szexuális, mind a nemi kisebbség fogalmát.

## Magyarországi helyzet, érdekvédelem

### Közösség és civil szféra
A hazai viszonylatban még az LMBT közösségben belül is sok diszkriminációval küzdő és alulreprezentált kisebbség a transz emberek csoportja. Erős a látencia, csökkenő ütemben, de még mindig magas a transzneműséget, a nemi identitás kérdését, mint kvázi "gyógyítandó betegséget" megélők tábora. Az LMB közösséghez képest számottevően lassabb az előre lépés az emancipáció szempontjából, a téma a közbeszédben és a magánéletben láthatatlan vagy hamisan bemutatott. A Nemzeti Népegészségügyi és Gyógyszerészeti Központ figyelmen kívül hagyja a Transznemű Egészségügyi Világszövetség ellátási protokollra vonatkozó javaslatait. Az egészségügyi szolgáltatások hiányosak, alacsony színvonalúak és gyakran csak magánpraxisokban, ezért drágán elérhetőek, közben a különleges személyes adatok védelmének biztosítása az egészségügyi intézményeknél foghíjas, egyéb személyiségi jogok tiszteletben és az egyenlő bánásmód elvének betart(at)ása aggályos. Az Országos Egészségbiztosítási Pénztár (2017-től Nemzeti Egészségbiztosítási Alapkezelő) 2006 óta az akkori kormányzati döntés eredményeként nem finanszírozza a transznemű emberek egészségügyi ellátását. A hormonkezeléshez szinte lehetetlen hozzáértő endokrinológus szakorvost találni. 2003-tól Szegeden, Pécsett, majd Kiskunhalason voltak elérhetők a nemi megerősítő sebészeti beavatkozások, amelyek eleinte alacsony színvonalú eredményt produkáltak, műhibák kockázatával, a 2010-es években fejlődött a mikrosebészet. Az egyetlen hivatalosan bejegyzett magyar transznemű szervezet a 2011-ben alakult Transvanilla Transznemű Egyesület. Érdekvédelemmel, tanácsadással, diszkrimináció és erőszak monitorozással foglalkozik. Szolgáltatásai között szerepel segítő csoport működtettetése és ingyenes jogi valamint pszichológiai segítség nyújtása transz embereknek és hozzátartozóiknak. A 2010-es években ideiglenesen közösségi teret és könyvtárat üzemeltetett Budapesten. Tagja a Transgender Europe (TGEU)-nak, az európai transzszervezeteket összefogó ernyőszervezetnek és az ILGA-Europe-nak az európai LMBT szervezeteket összefogó ernyőszervezetnek. Informális csoportok alakultak és szűntek meg az elmúlt években. 2018 óta működik a Prizma közösség nevű csoport.

### Az első gyűlöletbeszéd kampányok
A transzfeminizmus 2010-es évek eleji hazai begyűrűzésére visszacsapásként reagálva a nyilvánosságban 2016 februárjától jelentek meg a magukat radikális feministának valló cisznemű nők részéről a hangsúlyozottabban, a transzfeminizmust és a queerelméletet komolyabban vagy akár agresszíven elutasító, identitáspolitikát kritizáló vélemények. A transz kirekesztő radikális feminizmus (Trans-exclusionary radical feminism – TERF) gender abolicionista (azaz elvileg a nemi szerep elnyomása alól felszabadító, lényegében a nemi identitások létezését tagadó) híveinek erősen transznőgyülölő, valójában a közösséget bomlasztó megnyilvánulásai nyár óta gerjesztenek heves és megosztó vitákat a nőmozgalmon belül, amelyek azóta már többnyire konszolidálódtak. Hosszú távú eredménye a liberális és a radikális baloldali vagy szociáldemokrata meggyőződésű feministák éles eltávolodása lett egymástól.

### A transzneműek jogfosztásai
A nem jogi elismerésének (azaz a hivatalos név- és nemváltoztatás) lehetőségéhez 2003 óta létezett egy orvosi szakvélemények alapján, ugyanakkor egészségügyi beavatkozások elvégzésének kötelezettsége nélküli intézhető adminisztrációs gyakorlat, ami 2016-ban kezdett el először akadozni, majd pedig 2018 óta szünetelt. (Az eljárást 2017-ig jogszabály nem szabályozta, a szokásjog alapján az anyakönyvi szervhez kellett fordulni egy pszichiáter, egy klinikai szakpszichológus és egy urológus / nőgyógyász által kiállított szakvéleménnyel.) 2020. március 31-én (a Transznemű Láthatóság világnapján) Semjén Zsolt miniszterelnök-helyettes benyújtott a parlament felé egy törvénymódosító javaslatcsomagot („salátatörvényt”), amelynek 33. §-a a születési nemet állapítja meg az anyakönyvbe bejegyzett hivatalos nemként, ami utólag nem változtatható meg. A módosítást május 19-én fogadta el az országgyűlés fideszes többsége, utána Áder János köztársasági elnök május 28-án írta alá. A jogfosztó döntés ellen az érintetteken kívül számos civil szervezet mellett nagykövetségek és Európai Parlamenti képviselők, továbbá az ENSZ több biztosa is határozott tiltakozásukat fejezték ki. Az Emberi Jogok Európai Bíróságának ítélete szerint Magyarországnak biztosítania kell a magyar és az országban letelepedett külföldi állampolgárok számára a nemük jogi elismerését.
Az országgyűlés 2020. december 15-én megszavazta a 2012 óta hatályos alaptörvény kilencedik módosítását, amelybe belefoglalták a következő mondatokat: „Magyarország védi a gyermekek születési nemének megfelelő önazonossághoz való jogát, és biztosítja a hazánk alkotmányos önazonosságán és keresztény kultúráján alapuló értékrend szerinti nevelést.”, továbbá: „Az anya nő, az apa férfi.”. Ezzel a módosítással alaptörvényi szintre emelte és megakadályozza a transznemű emberek nemének jogi elismerését és az azonos nemű párok gyerekvállalási lehetőségét.
Az Emberi Jogok Európai Bírósága 2023. június 22-én Strasbourg-ban kimondta, hogy a transznemű emberek nem- és névváltoztatási lehetőségének jogalkotói akadályozásával Magyarország megsértette az Emberi jogok európai egyezményét.
A kormány az alaptörvény 2025. március 11-én benyújtott 15. módosítása szerint a preambulumba belefoglalná az "Az apa férfi, az anya nő." kitétel elé - a bibliai teremtéstörténetre utaló indoklással a nőket alárendelt státuszba helyezve - "Az ember férfi vagy nő." definiciót. Emellett a születéskor kijelölt nemmel nem egyező nemi identitás szerinti megkülönböztetés és zaklatás tilalmát pedig törölnék az egyenlő bánásmódról szóló törvényből. A módosítás április 15-én lépett hatályba. Az Európai Bíróság március 13-án keltezett döntése alapján a GDPR kötelezi a magyar hatóságokat a transznemű emberek nemi identitásának jogi elismerésére.

## Külső hivatkozások
- Transvanilla Transznemű Egyesület
- Prizma közösség
- Transz Zóna támogatói közösség
- Szabadnem blog

## Fontos fogalmak, kifejezések
- Transz fogalmak, meghatározások - Transvanilla Transznemű Egyesület
- Transzneműség, tranzíció - Háttér Társaság
- Az LMBTQ közösséggel és a társadalmi nemekkel kapcsolatos legújabb fogalomgyűjtemény
- Karsay Dodó, Virág Tamás – Kérdőjelek helyett / LMBTQI-Kisokos a médiának útmutató (Magyar LMBT Szövetség, 2015) ISBN 978-963-12-2728-4
- Fogalmak, kifejezések (A Szivárványon Innen blog)
- Transznemű-szótár, elsősorban a nemi diszfóriára helyezve a hangsúlyt
- A transzneműséggel és a társadalmi nemekkel kapcsolatos régebbi fogalomgyűjtemény Archiválva 2022. március 4-i dátummal a Wayback Machine-ben
- Transzfeminizmus